# کویپاکاخا (ملگار)
کویپاکاخا (به اسپانیایی: Collpacaja) یک کوه در پرو است. کویپاکاخا ۵٬۰۰۰ متر بالاتر از سطح دریا واقع شده‌است.